# Arturo Gatti (pugile)
Arturo Gatti (Cassino, 15 aprile 1972 – Porto de Galinhas, 11 luglio 2009) è stato un pugile italiano naturalizzato canadese.
Soprannominato "Thunder", "The Real Blood And Guts Warrior" e "The Ultimate Blood and Guts Warrior", fu campione mondiale in tre differenti categorie di peso. La International Boxing Hall of Fame lo ha riconosciuto fra i più grandi pugili di ogni tempo.

## Biografia
Arturo Gatti nacque in Italia, precisamente a Cassino, da genitori di San Pietro Infine (CE), ma crebbe in Canada, a Montréal, e nel 1991 si trasferì negli Stati Uniti d'America, nello Stato del New Jersey.
Avrebbe dovuto rappresentare il Canada ai Giochi olimpici di Barcellona del 1992, ma nel 1991 decise di diventare professionista e di rinunciare quindi all'appuntamento olimpico.

## Carriera

### Mondiale pesi superpiuma
Da professionista diventa prima campione nazionale (USBA) e nel 1995 si laurea campione del mondo per l'IBF sempre nella categoria dei superpiuma, battendo Tracy Patterson ai punti.
Dopo aver difeso il titolo con successo per cinque volte, Gatti abbandona lo stesso salendo di categoria.
L'esordio però non è dei migliori, Arturo subirà tre pesanti sconfitte altrettanto spettacolari per via della determinazione e dello stile di combattimento, propenso a non indietreggiare e ad attaccare in ogni parte del match.
Durante la sua carriera, ricevette per via della spettacolarità che caratterizzava i suoi combattimenti, ben quattro nomination come "Combattimento dell'anno" da parte della rivista Ring Magazine (1997 vittoria su Gabriel Ruelas, 1998 sconfitta da Ivan Robinson, 2002 sconfitta da Micky Ward, 2003 vittoria su Micky Ward).
In un incontro contro il malcapitato Joey Gamache, quest'ultimo dopo il KO subito dopo due riprese, entra inizialmente in coma, riportando in seguito danni cerebrali permanenti, tanto da chiedere a Gatti il risarcimento dei danni subiti.

### Trilogia con Micky Ward
Dal 2002 al 2003 diede vita, contro Micky Ward, ad una storica quanto "epica trilogia".
Tre sfide passate alla storia della boxe, dove i due pugili incuranti di ossa incrinate o mani fratturate, diedero tutto in ordine di spettacolo, determinazione e coraggio, senza risparmiarsi.
Match alla fine dei quali Gatti e Ward si ritrovavano ricoverati entrambi in ospedale per curare le numerose lesioni.
Il primo di questi incontri fu vinto da Micky Ward, mentre gli altri due furono di Gatti.
Ben due di questi tre match (il primo ed il terzo) furono eletti "Combattimento dell'anno" dalla rivista Ring Magazine.
Al termine dei loro incontri i due pugili diventano amici e si frequentano anche fuori dalle quattro corde, tanto che Micky Ward entra di fatto nell'entourage del pugile di origini italiane.

### Mondiale pesi super leggeri e pesi welter
Nel gennaio del 2004 Gatti batte Gianluca Branco in un derby tutto italiano, conquistando il Titolo mondiale WBC dei superleggeri rimasto vacante, poi perso nel 2005 contro Floyd Mayweather junior.
Dopo aver perso il Mondiale dei superleggeri, Gatti sale ancora una volta di categoria e riesce a conquistare il vacante Mondiale dei pesi Welter IBA nel 2006 contro  Thomas Damgaard per KOT all'11ª ripresa, diventando così Campione del Mondo in tre diverse categorie di peso.

### Fine carriera e ritiro
Il 14 luglio del 2006, perde l'opportunità mondiale per la versione WBC sempre nei pesi welter contro il campione argentino Carlos Manuel Baldomir.
L'anno dopo Gatti annuncerà il ritiro dopo un'altra pesante sconfitta subita per KO alla 7ª ripresa, questa volta da parte dell'astro nascente Alfonso Gomez, pugile semiprofessionista (17-3-2) di origini messicane, catapultato sul ring della Board Walk Hall Arena di Atlantic City direttamente da "The Contender", il reality show di Espn sul mondo del pugilato.
In quell'occasione Gatti esordirà in diretta ai microfoni con un beffardo quanto doloroso "Hasta la vista baby" - dichiarando: "Non posso più subire questo genere di punizioni. Non posso combattere ad armi pari nella categoria dei welter e alla mia età non posso più scendere sotto i 147 pounds. Perciò vi saluto". "Ringrazio tutti -ha detto Gatti-, tutta la gente che mi ha seguito e ha tifato per me con grande calore e affetto per tutti questi anni. Tornerò ancora alla Board Walk Hall, ma questa volta come spettatore".
Per lui 49 incontri di cui 9 persi e 40 vinti (31 di questi per KO).

### Morte
L'11 luglio 2009, mentre si trovava con la famiglia in vacanza in Brasile, fu trovato morto nella sua stanza d'albergo, impiccato ma con una profonda ferita alla testa. In seguito sua moglie venne arrestata perché creduta l'artefice dell'omicidio, ma venne successivamente rilasciata per via delle poche prove ritrovate. Il caso verrà poi archiviato come suicidio dalle autorità brasiliane nel 2013.
Ancora oggi in molti sostengono che a togliere la vita a Gatti non fu lui stesso ma qualcun altro, teoria sostenuta anche dallo storico rivale e amico Micky Ward, che in passato dichiarò di non aver mai creduto che Arturo si fosse tolto la vita. Ciò lo dimostra anche un rapporto privato che gli amici fecero fare una volta dopo la prima autopsia per capire meglio le dinamiche dell'evento; esso dimostrò in 300 pagine il perché si starebbe trattando di un omicidio.
Tuttavia, secondo alcuni il documento non teneva conto di informazioni importanti. Oltre a ciò, con l'avanzare delle indagini venne alla luce che Gatti aveva uno stile di vita sregolato ancora prima del ritiro, motivo per il quale per ben due volte ha tentato il suicidio; la prima nel 2004, quando sarebbe arrivato davanti a casa di un suo amico stretto supplicandogli di dargli la propria pistola, mentre in la seconda un anno più tardi, quando secondo l'ex fidanzata tentò un'overdose con cocaina, alcol e farmaci da prescrizione, finendo poi in un ospedale del New Jersey — Stato in cui viveva — incosciente.
Poche settimane dopo la sepoltura, la famiglia di Gatti incaricò un medico del Québec affinché facesse una seconda autopsia, nella quale si scoprirono delle ferite non riportate.
Ancora a distanza di anni non si riesce a far luce su cosa realmente provocò la morte di Arturo Gatti, motivo per il quale in molti la pensano in modo differente.

## Curiosità
Arturo Gatti è stato sposato due volte, la prima con Erika Rivera dalla quale ha avuto una figlia di nome Sofia. 
Una seconda volta con Amanda Rodrigues dalla quale ha avuto il piccolo Arturo Jr. 
Lo scrittore Gabriele Tinti ha composto un lungo poema che è stato letto dall'attore Michael Imperioli al Queens Museum of Arts nel 2011. .